# Bengkulu
Bengkulu es la capital de la provincia indonesia de Bengkulu. La ciudad es la segunda ciudad más grande en la costa oeste de la isla de Sumatra después de Padang. Anteriormente, esta zona estaba bajo la influencia del reino de Inderapura y el Sultanato de Banten. La ciudad también se convirtió en el exilio de Sukarno durante el período de 1939 a 1942. Cubre un área de 151.70 km 2 y tenía una población de 308 544 en el censo de 2010 y 373 591 en el censo de 2020. La ciudad es también la ciudad más grande de la provincia de Bengkulu.

## Historia
La Compañía Británica de las Indias Orientales fundó Bengkulu (llamado Bencoolen por los británicos), en 1685, como su nuevo centro comercial para la región. En el siglo XVII, la Compañía Británica de las Indias Orientales controlaba el comercio de especias en la región de Lampung, en el sur de Sumatra, desde un puerto en Banten, en el noroeste de la vecina isla de Java. En 1682, una tropa de la Compañía Neerlandesa de las Indias Orientales atacó Banten. El príncipe heredero local se sometió a los neerlandeses, quienes lo reconocieron como sultán. Los neerlandeses expulsaron a todos los demás europeos presentes en Banten, lo que llevó a los británicos a establecer Bengkulu. En 1714, los británicos construyeron Fort Marlborough en Bengkulu.
El centro comercial nunca fue financieramente viable, debido a su lejanía y la dificultad para obtener pimienta. A pesar de estas dificultades, los británicos persistieron, manteniendo una presencia allí durante más de un siglo, cediéndola a los neerlandeses como parte del Tratado anglo-neerlandés de 1824 para centrar su atención en Malaca. Edmund Roberts, el primer enviado estadounidense al Lejano Oriente, visitó Bengkulu en 1832. Como el resto de la actual Indonesia, Bengkulu siguió siendo una colonia neerlandesa hasta la Segunda Guerra Mundial.
Sukarno (más tarde el primer presidente de Indonesia) fue encarcelado por los neerlandeses en la década de 1930, incluido un breve período en Bengkulu. Sukarno conoció a su futura esposa, Fatmawati, durante su tiempo en Bengkulu.

## Geografía
La región está a poca altura y puede tener pantanos. A mediados del siglo XIX, la malaria y las enfermedades relacionadas eran comunes. Bengkulu se encuentra cerca de la falla de Sunda y es propenso a terremotos y tsunamis. El terremoto de Enggano de junio de 2000 mató al menos a 100 personas. Un informe reciente predice que Bengkulu está "en riesgo de inundación en las próximas décadas debido a los terremotos submarinos previstos a lo largo de la costa de Sumatra" Una serie de terremotos azotó Bengkulu durante septiembre de 2007, matando a 13 personas. La ciudad de Bengkulu tiene un área de 151.70 km ², y está situado en la costa oeste de la isla de Sumatra, teniendo la provincia una costa de unos 525 km de longitud. El área de esta ciudad se encuentra paralela a las montañas de Bukit Barisan y frente al Océano Índico.